# Kanton Ceyzériat
Ceyzériat is een kanton van het Franse departement Ain. Het kanton maakt deel uit van het arrondissement Bourg-en-Bresse.

## Gemeenten
Het kanton Ceyzériat omvatte tot 2014 de volgende 11 gemeenten:
- Bohas-Meyriat-Rignat
- Ceyzériat (hoofdplaats)
- Cize
- Drom
- Grand-Corent
- Hautecourt-Romanèche
- Jasseron
- Ramasse
- Revonnas
- Simandre-sur-Suran
- Villereversure

Na de herindeling van de kantons bij decreet van 13 februari 2014, met uitwerking op 22 maart 2015 omvat het kanton volgende 22 gemeenten:
- Certines
- Ceyzériat
- Chalamont
- Châtenay
- Châtillon-la-Palud
- Crans
- Dompierre-sur-Veyle
- Druillat
- Journans
- Lent
- Montagnat
- Le Plantay
- Revonnas
- Saint-André-sur-Vieux-Jonc
- Saint-Just
- Saint-Martin-du-Mont
- Saint-Nizier-le-Désert
- Servas
- Tossiat
- La Tranclière
- Versailleux
- Villette-sur-Ain